# Videoherní kartografie
Cíl všech map ve videohrách je stejný. Nezáleží na způsobu zobrazení nebo sofistikovanosti mapy. Videoherní mapy reprezentují herní prostor, dávají příběhu kontext a ostré rysy.

## Historie

### Počátky
První hra vytvořená v roce 1958 Williamem Higinbothamem se jmenovala Tennis for Two a představila společností nový druh zábavy. Videohry mají svět s vlastními pravidly, které se liší od každodenního života. První hry jako Space Invaders nebo Pong neměly žádný příběh nebo komplexní hratelnost. Jednalo se o hry, které fungovaly na bází herních automatů. Průměrný hráč u nich strávil minuty, a proto nebylo zapotřebí vytvářet příběhové pozadí nebo komplexní světy.
V roce 1980 vyšla hra Zork I: The Great Underground Empire. Jednalo se o textovou adventuru, kde se k pohybům a k akcím používal textový řádek. Hra neměla žádné grafické rozhraní, tudíž svět, ve kterém se Zork odehrával, byl popsán pouze slovy. Stejně jako v knihách. Ve hře jste se mohli pohybovat mezi několika propojenými lokacemi, mezi kterými se hráč přemisťoval pomocí příkazů. Hráči, kteří Zork hráli, si kreslili a vyráběli mapy lokací a jejich uspořádání ve světě sami. Takhle vznikaly první mapy k videohrám. Jediné co jsme k tomu potřebovali, byl kus papíru, tužka a představivost. Tvoření těchto map bylo důležité pro další postup ve hře, protože hráč se mohl rychle ztratit. Díky tomu desetitisíce hráčů kreslilo mapu jednoho území k jedné hře, avšak mapa pokaždé vypadala jinak. Zork však nebyl jedinou hrou, u které jste museli svět nakreslit sami. Mezi jiné tituly patří také například Spellbreaker, Planetfall, Starcross a pokračování Zorka, Zork II: The Wizard of Frobozz a Zork III: The Dungeon Master. Nicméně vytváření map znamenalo, že herní vývojáři uspěli ve vytvoření světa s vlastními pravidly a dokázali ho popsat tak, že fungoval i z hráčovy perspektivy jako fungující svět.

### 80. léta – první polovina
V průběhu dalších let přišly na trh herní konzole a počítače a hry dostávaly konkrétnější podobu i na monitorech. Po domácku vytvořené mapy však zůstávaly důležitým navigačním prostředkem. V polovině 80. let vznikaly hry jako Knight Lore, Alien 8 a Sabre Wulf, které měly až stovky lokací. Hra The Lords of Midnight z roku 1984 obsahovala dokonce více než 4000 unikátních lokací a představovala pro hráče opravdovou výzvu z hlediska orientace ve světě.

### 80. léta – druhá polovina
Ke konci 80. let se herní design změnil. S nástupem hardwarově silnějších konzolí od Nintenda a Segy měly hry větší prostor pro vykreslování svých světů nejen textově, ale především graficky. Open-worldové tituly jako Final Fantasy nebo The Legend of Zelda byly prvními průkopníky v oblasti vykreslení herní plochy. Vývojáři představili svět, který měl jasně vymezené (graficky znázorněné) hranice.

### 90. léta
V 90. letech minulého století vyšly dnes už herní klasiky jako Warcraft: Orcs & Humans nebo první Civilization. Jednalo se o hry z žánru strategie, tudíž na herní mapě jste strávili 100% času. Tyto hry využívaly mapu jako herní plochu, po které se hráč pohyboval. Hry jako DOOM nebo Rayman, využívaly mapu jako menu pro výběr lokací, do kterých se dalo „cestovat“ a v sloužily pro výběr levelů. Hra Breath of Fire II představila mapu světa, kde se otvíraly nové cesty a sekce podle toho jak hráč získával nové schopnosti a zkušenosti. Toto postupné objevování herní mapy měla z následek to, že se hráč ve světě měl menší šanci ztratit, jelikož mu byly zpřístupněny jen některé části. Odpadla tedy nutnost si mapy kreslit doma, protože všichni hráči měli před sebou stejnou herní mapu vytvořenou vývojáři. Díky vylepšené grafické stránce her a možnosti vykreslení barev mohl hráč poznat, zda se nachází na poušti, v lese nebo třeba na moři.
Do konce tisíciletí se z drtivé většiny používaly lokace vymyšlené, uměle vytvořené speciálně pro daný herní titul. Zčásti za to mohla nedostatečná technologie a zčásti proto, že použití skutečných lokací by omezilo kreativitu vývojářů a stanovilo jím hranice ve vytváření světů a snížilo jejich kreativitu. Reálné lokace se jako první začaly využívat z nástupem prvních 3D her. Mezi první hry, které využívaly skutečné lokace, patřil titul Medal of Honor z roku 1999. Jednalo se o FPS odehrávající se za 2. světové války, kde hráč procházel lokace, které vypadaly jako opravdová bojiště a vtáhly hráče do děje. Hráči k orientaci pomáhal kompas umístěný v levém horním rohu, který mu usnadňoval orientovat se v 3D prostoru.

### 21. století
V průběhu let hry začaly být díky stále se vyvíjející technologiím větší, sofistikovanější a hlavně, více detailnější. Žánr, který nejvíce využívá mapu, jako prostředek navigace jsou open-worldové hry. Vývojáři začali vytvářet hry, které se odehrávaly ve skutečném světě nebo jím byly inspirované. Hry jako Tom Clancy’s: The Division, Watch Dogs 2 a série Assassin's Creed patří k nejlépe zpracovaným herním světům současnosti. Většinou se jedná o zmenšenou repliku skutečného světa, ale významné lokace daných míst zůstávají povětšinou zachovány, aby se hráč cítil, jako by dané místo opravdu navštívil. Z hlediska navigace po mapě se moderní mapy ve hrách dají přirovnat k GPS navigacím. Na mapě se zadá bod, kde by se hráč rád dostal a hra automaticky vypočítá nejkratší trasu k cíli. Ve hrách se také začaly vyskytovat aktivní prvky a ikony zobrazující, co se na daném místě nachází. Jedním z důležitých navigačních prvků, které hry dostaly je minimapa. Ta je většinou umístěna ve spodní části obrazovky a zobrazuje hráčovu pozici na výřezu z velké mapy.
Rozdíl mezi prvními mapami k Zorkovi a mapou z Horizon: Zero Dawn je velký asi jako rozdíl mezi prvními nákresy jeskyních lidí a produkty vytvořených v ArcGISu před několika dny. Mapy jsou produktem dostupné technologie. Začaly být více detailní a komplikovanější díky tomu, že hry začaly být větší a rozmanitější. Tvůrci her využívají mapu k vyprávění příběhu, k zasazení hry do kontextu a je jedno jestli se jedná o svět plný draků a příšer nebo o ztvárnění co nejpřesnější repliky Manhattnu.

## Typy zobrazení
Ve hrách se setkáme buď s mapami fiktivních území, mapami inspirovanými reálnými lokacemi nebo mapami zobrazující reálnou lokaci. Herní lokace jsou především ale uzpůsobeny hratelnosti.

### Mapa jako menu
FPS –⁠⁠⁠⁠⁠⁠ Jedna z prvních her, která používala mapu jako menu, odkud si hráči vybírali, do kterého místa se vydá, aniž by musel překonávat vzdálenosti během nimi byl DOOM z roku 1994. V této FPS mohl hráč cestovat mezi různými lokacemi na mapě, které představovaly vlastní lokace s vlastní jednoduchou mapou, tehdy znázorněnou vektorovou grafikou.
2D plošinovka – Ve hře Rayman Origins z roku 2011 se používá mapa podobně jako v DOOMovi ovšem s tím rozdílem, že se hráč nepohybuje ve 3D prostoru, ale pouze zleva do práva nebo naopak. Jednotlivé lokace postrádají svou vlastní mapu, jelikož je nemožné se v dané lokaci ztratit.
RPG – Dragon Age: Prameny z roku 2009 se odehrává na obrovském kontinentu jménem Ferelden, na kterém se vyskytují různé lokace, mezi kterými se hráč může přemisťovat. Některé lokace se však objeví až po ukončení určitého příběhového zvratu. Lokace je tedy postupně odhalovány jak postupuje příběh. Jednotlivé lokace mají vlastní mapu s tzv. „point of interest“, které se objevují na mapě jako vlastní ikonky, které reprezentují nějakou akci (obchodník, úkol, kovář, aj.). V moderních RPG je zvykem, že hráčova postavička je na mapě znázorněna symbolem, aby se hráč v dané lokaci neztratil.

### Mapa jako herní plocha
V herních sériích jako Total War, Civilization a Europa Universalis tvoří mapa hlavní herní prvek. Hry spadají do ranku RTS, což znamená, že pohyb po mapě tvoří základní herní mechaniku. V sérii Total War a Europa Universalis, se odehrávají v reálných lokacích, tudíž lze poznat státy či kontinenty. Mapy jsou plastické, vykreslené ve 3D a interaktivní. Hráč může po mapě pohybovat s jednotkami, stavět budovy a zjišťovat informace o ostatních hráčích. Mapa se dá také měnit podle toho, co chceme, aby v danou chvíli zobrazovala. Funguje tedy podobně jako dnešní webové mapy. Lze zobrazit náboženský vliv, politický vliv, ovládané území daným státem, nebo klasickou geografickou mapu. Perfektním příkladem v posunu technologie a zobrazení reálného světa ve hrách je série Total War. Ve hře Rome: Total War z roku 2004 je zobrazena mapa Jižní Evropy a části Afriky. Stejná mapa je pak zobrazena v pokračování z roku 2013 s názvem Total War: Rome 2, kde lze s odstupem vidět, jak se změnila přehlednost, detailnost a realističnost daném území.

### Mapa jako způsob navigace
Mapu jak způsob navigace nejvíce používají open-worldové hry jako série The Elder Scrolls, Gothic nebo The Witcher, které se odehrávají na velké ploše a mapa je tedy nezbytná k navigaci po ní. Na mapě se nezobrazují jen geomorfologické celky, jako jsou hory, údolí, pouště a vodní plochy, ale i bodové značky jako jsou např. města, vesnice, hospody, jeskyně, obchodníci aj. Stejně jako u ostatních her je i zde mapa podřízena technologii dané doby, kdy byla mapa vytvořena. Mapa ze hry Gothic z roku 2001 slouží čistě k navigaci. Nenachází se na ní žádná bodová značka nebo legenda. Jsou na ní znázorněny pouze geomorfologické celky. Tábory a města jsou znázorněny plošnou značkou. V mapě se tedy nenacházejí žádné interaktivní prvky a ani nezobrazuje hráčovu pozici na mapě.
Naopak mapa ze hry The Witcher: Wild Hunt od polských vývojářů z CD Projekt Red vydaná v roce 2015 je perfektní ukázkou kartografie ve hrách. Hra vychází z knižní předlohy Zaklínač od polského spisovatele Andrzeje Sapkowského, tudíž se vývojáři museli držet v určitých mantinelech. Avšak ke knižní předloze nevznikla žádná mapa, pouze vágní vzdálenosti mezi městy, které autor uváděl ve svých knihách. Autoři měli tedy relativně volnou ruku při tvoření světa. Mapa kromě různých bažin, močálů, rozlehlých lesů a jezer vykresluje města a vesnice po jednotlivých domech, tedy plošně. Mapa je neuvěřitelně detailní, posetá několika ikonami, které hráče navigují pro něj zatím v neobjeveném terénu. Na mapě je také znázorněna ukazatel, kde se hráč nachází. Mapa funguje částečně i jako GPS. Pokud se chceme dostat do určité lokace, stačí kliknout na dané místo a hra sama vykreslí nejkratší vzdálenost po silnici.

## Kartografie reálná a fiktivní
Ve skutečném světě zeměměřiči a kartografové vytyčují kóty, měří údolí, vzdálenosti, vytyčují výšku hor a zanáší přesné údaje o vrstevnicích. Pod rukama jim tedy vzniká otisk existujícího místa. Někdy si ani vývojáři sami neuvědomují, že vytvářením nereálných krajin vlastně konstruují zeměpisný prostor. Autor je zeměměřič, který buduje mapu, aby dávala smysl.
„Návrháři prostředí umí perfektně pracovat s t tvorbou krajiny a rozumět geomorfologii, protože jedině tak navrhnou reálně působící místo. A je celkem jedno, jestli má replikovat naši realitu nebo fantazii. Dobří zvukaři mají geografii také nastudovanou. Pomáhá jim důvěryhodně zreprodukovat zvuk v určitém prostředí, pracovat s jeho výrazností, odrazem a tak podobně.“

## Realizace vs realita
„Jde o důležitý rozdíl mezi při stavbě virtuálního světa. Když mluvím o realizaci, lidé si automaticky myslí, že mám na mysli grafický realismus. Jde ale o způsob, jak je svět vytvořen. Realismus mnoha hrám pomáhá, protože hráče více vtahuje dovnitř. Realizace oproti tomu dává pocit, že svět je mnohem větší a propracovanější než to, co se odehrává na obrazovce. Můžeme mít masivní fotorealistický svět, ale když není dobře realizován, tak mu něco podstatného chybí a nikoho nebude moc zajímat. Nikdo nechce hrát hru, která jen vypadá jako realita, ale jinak je prázdná a není v ní kultura. Realismus je podřízen realizaci.“